# 伊藤秀志
伊藤 秀志（いとう ひでし、1954年〈昭和29年〉9月11日 - ）は歌手、東海地方を中心に活動しているローカルタレント。
秋田県由利郡大内町（現・由利本荘市）出身。秋田県立本荘高等学校卒業。中京大学中退。

## 概要
1974年、中京大学文学部心理学科（現 心理学部心理学科）を中退後に、名古屋女子大小路で流しをしている所をCBCラジオのディレクターにスカウトされ、ラジオ番組『土曜天国』の外中継リポーターを務める。当時の芸名は「秋田の蓄音機」。
以後は名古屋を中心に歌手、タレント活動を行う。
2004年4月から2005年4月1日まで、平日夕方帯のテレビ番組『ぱっぱ屋』（メ〜テレ）のMCを務めた。

## 経歴・人物
- 1984年の第2回、第3回全国高等学校クイズ選手権で、中部大会の司会を務めた。
- 1988年から1992年まで、『晴れ時々たかじん』（ABCテレビ）にレギュラー出演する等、一時期は芸能活動の幅を関西まで広げていた。
- 2003年3月、当初は東海地区限定で発売していた方言によるマキシシングル『大きな古時計・ZuZuバージョン』を全国で発売。オリコン シングルチャート総合17位を記録。最終的に20万枚以上を売り上げた[3]。このCD発売は話題となり、多くのテレビ番組、ラジオ番組と雑誌で取り上げられ、活動の幅を広げるきっかけとなった。東京書籍発行の2006年 中学2年国語教科書『新しい国語 2』に同曲が掲載された。
- 2004年12月10日、つボイノリオと宮地佑紀生と共に自主制作の振り込め詐欺撲滅ソング『オレオレ詐欺のドナタ』を発売した。
- 2005年1月26日、ラジオ番組『生島ヒロシのおはよう一直線』のパーソナリティを務める生島ヒロシを始め、北海道放送・東北放送・静岡放送・毎日放送・山陽放送・RKB毎日放送・琉球放送の代表アナウンサーを一堂に集めた愛知万博 公認ソング『日本まるごと! 万博音頭』を発売。全国的に注目を集めた。同年4月10日、CBCラジオ主催で万博 長久手会場に一堂に集め、イベントを開催した。
- 2005年11月25日、12月2日、12月9日の中日新聞で毎週金曜日の朝刊に折り込まれているテレビガイドの2面にある「聞かせて帳」で連載した。

同じく名古屋を拠点に活動する、つボイノリオを長年に亘って慕っており、兄弟弟子の関係にある。高田文夫とも親交があり、『高田文夫のラジオビバリー昼ズ』（ニッポン放送）にゲスト出演している。
2009年2月、『誰も知らない泣ける歌』（日本テレビ）で『大きな古時計』秋田弁バージョンを披露。その時は「フランス語に聞こえる」と紹介された。
2017年以降は自身が経営するライブハウス『GEM STUDIO』の活動を中心にライブ活動を行っている。

## ディスコグラフィー
- 1981年
  - 「送り火」（ワーナーパイオニア）
- 1988年
  - 「結婚しました」（東芝EMI）
  - アルバム「田舎者」
- 1990年
  - ミニアルバム「グッバイ・スクールディズ」
- 1992年
  - 「師崎」
- 1996年
  - 「北慕情」
- 1997年
  - 「VICTORY-俺は勝つ」（中日ドラゴンズ応援歌）
- 1998年
  - アルバム「時のスケッチ」
- 2000年
  - 「シンフォニー」
  - 「夏のわすれもの」
  - アルバム「STRINGS FARM」
- 2003年
  - マキシシングル「Les temps qui passentー通り過ぎる時間」（「大きな古時計・ZuZuバージョン」収録・クラウンレコード）
  - アルバム「御訛り」
  - ライブビデオ「大謝恩コンサート　御訛りライブ」
  - 「北慕情」（再発売）
  - 「福寿草」
- 2004年
  - 「くどい太めの納豆売り」（フリオ・イグレシアス「黒い瞳のナタリー」の替え歌）
  - 「オレオレ詐欺のドナタ」
- 2005年
  - 「日本まるごと!万博音頭」（伊藤秀志 with AMラジオオールスターズ名義）
  - 「東北にプロ野球が来た日」（東北楽天ゴールデンイーグルスの新設を記念した曲）
- 2006年
  - アルバム「御訛り II」
  - アルバム「大人 DE 唱歌」
- 2007年
  - アルバム「故郷（うち）へ帰ろう」
- 2008年
  - 「浪花記者会見」（iTunes配信）

## 過去のレギュラー番組
- 土曜天国（CBCラジオ、外中継リポーター。水谷ミミと共に担当）[1]
- 星空ワイド 今夜もシャララ　木曜日（CBCラジオ）
- ヤングスタジオ1431（岐阜放送ラジオ）
- ラジオでフライデイト 夜はこれから!（CBCラジオ、益川京子 → 永井恵 → 神野三枝と共に担当）[1]
- もぎたてのカボチャたち　月曜日 → 火曜日（CBCラジオ、つボイノリオ → 麻生詩織と共に担当）
- 伊藤秀志のGETSU▶KINラジオ三昧　月 - 金曜日（CBCラジオ）
- つボイノリオの聞けば聞くほど　金曜日（CBCラジオ）
- ツー快!お昼ドキッ 月曜日 → 木曜日（CBCラジオ、ハイヒール リンゴ → 平野裕加里と共に担当）
- ごごイチ 木曜日（CBCラジオ、青木まなと共に担当）
- MBSヤングタウン火曜日（MBSラジオ、嘉門達夫と共に担当）
- 秀志の真夜中タイフーン → 秀志のゲラゲラ（ラジオ大阪）
- ひでしのポップステップミュージック（ラジオ大阪）
- ひでしのヒューマン星をさがせ！（ラジオ大阪）
- 晴れ時々たかじん　水曜日（ABCテレビ）
- JTB ハローいい旅（ABCラジオ）
- どれみふぁサンデー（1982年 - 1987年、中京テレビ）
- 大須ぱっぱ屋 → ぱっぱ屋（メ〜テレ）

## 関連人物
- つボイノリオ
- 水谷ミミ
- 宮地佑紀生
- 小堀勝啓
- 神野三枝
- 麻生詩織
- 平野裕加里
- 烏丸せつこ
- やしきたかじん
- 平井堅
- 高田文夫
- 生島ヒロシ
- 山田邦子
- 吉澤一彦
- 青木まな
- AceNakaya